# 巴亚卡尔
巴亚卡尔（西班牙語：Bayárcal）是西班牙安达卢西亚自治区阿尔梅里亚省的一个市镇。 总面积38km2, 总人口341人（2001年），人口密度9人/km2。